# Phanias
Phanias F. O. P.-Cambridge, 1901 è un genere di ragni appartenente alla famiglia Salticidae.

## Distribuzione
Le 12 specie oggi note di questo genere sono tutte endemiche dei paesi in cui sono state rinvenute: otto degli USA, due del Messico, una di El Salvador e l'ultima delle isole Galapagos.

## Tassonomia
A maggio 2010, si compone di 12 specie:
- Phanias albeolus (Chamberlin & Ivie, 1941) — USA
- Phanias concoloratus (Chamberlin & Gertsch, 1930) — USA
- Phanias distans Banks, 1924 — Isole Galapagos
- Phanias dominatus (Chamberlin & Ivie, 1941) — USA
- Phanias flavostriatus F. O. P.-Cambridge, 1901[2] — Messico
- Phanias furcifer (Gertsch, 1936) — USA
- Phanias furcillatus (F. O. P.-Cambridge, 1901) — Messico
- Phanias harfordi (Peckham & Peckham, 1888) — USA
- Phanias monticola (Banks, 1895) — USA
- Phanias neomexicanus (Banks, 1901) — USA
- Phanias salvadorensis Kraus, 1955 — El Salvador
- Phanias watonus (Chamberlin & Ivie, 1941) — USA

### Specie trasferite
- Phanias marginalis Banks, 1909: ridenominata Menemerus marginalis (Banks, 1909) a seguito di uno studio dell'aracnologo Maddison del 1996[1].